# Kingdom of the Night
Kingdom of the night est le premier album du groupe power metal allemand Axxis.
Toutes les chansons ont été écrites par Bernhar Weiß.
L'album est sorti en mars 1989, sous le label AFM Record

## Composition du groupe
- Bernhar Weiß-chants
- Richard Michaelski-batterie, percussions
- Walter Pietsch-guitare
- Werner Kleinhaus-basse

## Liste des titres
1. "Living in a World"
2. "Kingdom of the Night"
3. "Never Say Never"
4. "Fire and Ice"
5. "Young Souls
6. "For a Song"
7. "Love is Like an Ocean"
8. "The Moon"
9. "Tears on the Trees"
10. "Just One Night"
11. "King Made of Steel"
12. "Livin in a World (acoustic version)"